# Companionate Marriage
Companionate Marriage (Brasil: A Noiva do Jazz) é um filme mudo estadunidense de 1929, do gênero drama, dirigido por Erle C. Kenton.
É atualmente considerado um filme perdido.